# 에든버러 페스티벌 프린지

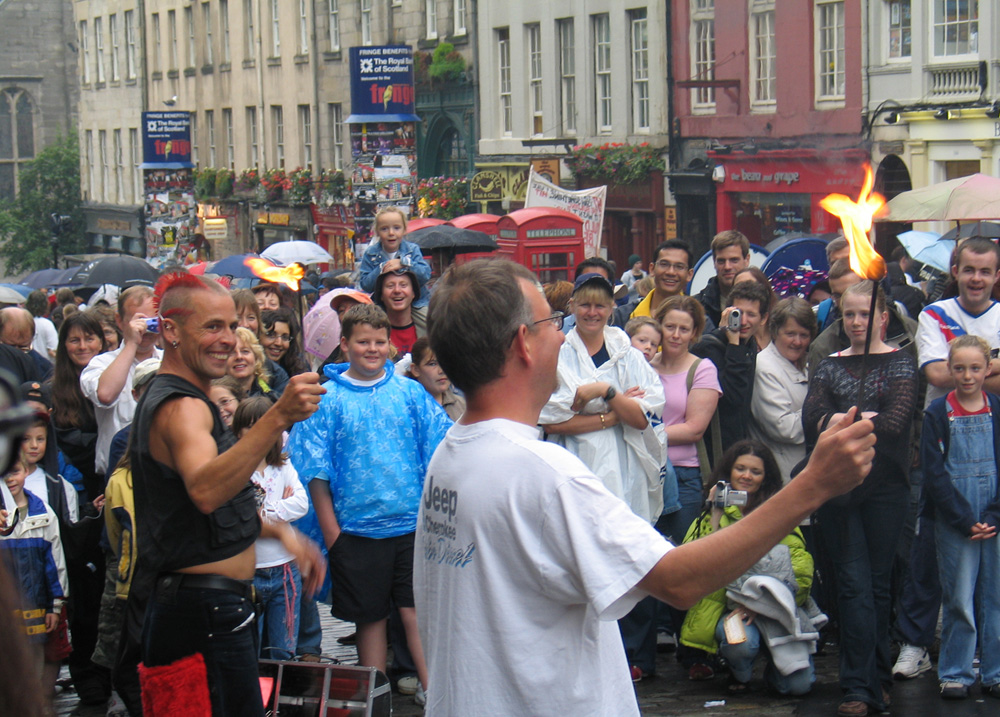
에든버러 페스티벌 프린지

에든버러 페스티벌 프린지(Edinburgh Festival Fringe)는 스코틀랜드의 수도 에든버러에서 매년 8월에 3 ~ 4주 동안 개최되는 세계 최대의 예술 축제이다. 아마추어, 프로를 불문하고, 자격 심사는 전혀없고, 누구나 공연 할 수 있는 시스템이있다.

## 같이 보기
- Just for Laughs